# Lamproíta

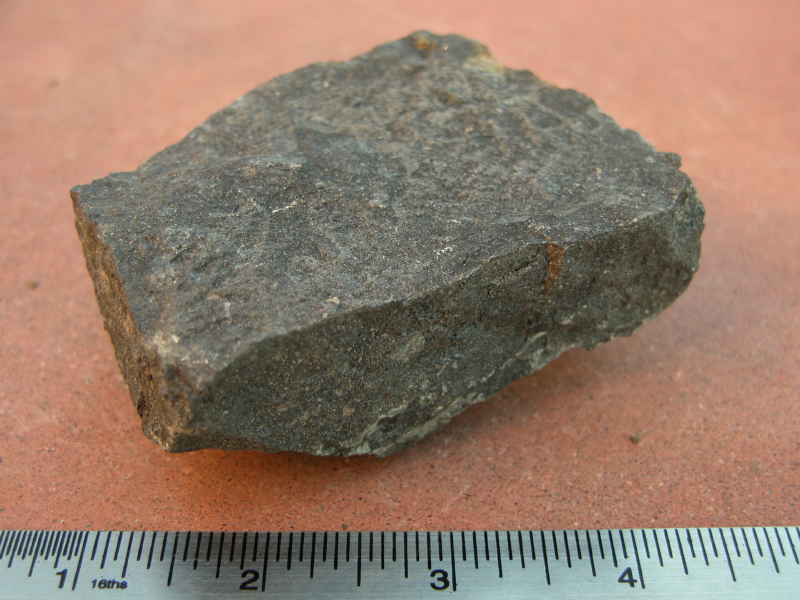
Muestra de lamproita

La lamproíta es una roca ígnea, es un lamprófiro rico en potasio y magnesio, hipoabisal. Es una familia de rocas agrupadas en el término genérico de lamproítas, ricas en titanio con clinopiroxeno, anfibol y sanidina como minerales principales, mientras que como minerales accesorios tiene apatito, espinela y también puede contener vidrio volcánico.[cita requerida]

## Formación
Tanto las kimberlitas como las lamproítas derivan de materiales del manto terrestre; se cree que han sido instruidas hacia arriba por una serie de fracturas de tensión profundas, a menudo en áreas de doming y rifting regional, en la cual el magma comienza a consolidar como diques. Luego, el magma, altamente cargado de gases rompe en forma explosiva hacia la superficie en puntos de debilidad como cruces de fallas regionales para formar una chimenea de explosión (diatrema), la cual es rellenada con kimberlita y lamproíta fragmentadas y fluidizadas en conjunto a xenolitos de roca.[cita requerida]

## Importancia económica
Se ha comprobado la existencia en estas rocas de diamantes, que puede ser explotados en minas excavadas en yacimientos de lamproíta para su comercialización.[cita requerida]